# Left Behind (Lost)
Left Behind (titulado "Abandonados" en España y "Dejadas atrás" en Hispanoamérica) es el décimo quinto capítulo de la tercera temporada de Lost. Kate es forzada a quedarse en la selva con Juliet. Hurley le advierte a Sawyer de que deberá cambiar sus formas de actuar y su carácter o se verá destinado al destierro. FLASHBACK de Kate Austen.

## Trama
En este capítulo Kate, que está prisionera, recibe la visita de Juliet, quien le llevaba un sándwich. Kate la intenta poner fuera de acción, solo que no contaba con las habilidades de Juliet, así que la que pierde es Kate. También recibe la visita de Locke, quien le dice que ya se van y que él se va con ellos pero no dice a donde. Luego una bomba de humo entra a su cuarto y antes de caer desmayada logra ver a través de la ventana a todos "Los Otros" con su equipaje listo para marcharse.
En la isla Sawyer lee un libro cuando se le acerca Hurley y le dice que debido a su actitud todos están pensando en desterrarlo del grupo ya que no coopera con ninguna labor y tampoco es gentil. Así que le propone que cambie de actitud para lo cual él le va a ayudar.
En otro punto de la isla Kate despierta para observar que está esposada a Juliet, quien al parecer también fue dejada atrás. La relación entre ellas es obviamente mala no solo por pertenecer a grupos "enemigos" sino más bien que Jack es el origen de su discordia. Juliet le aclara a Kate, que si Jack se iba a ir de la isla, fue porque la vio teniendo relaciones sexuales con Sawyer y que eso le rompió el corazón. En esas estaban cuando escuchan al monstruo, logran esconderse una vez pero al encontrarlas no tienen más que correr, hasta que llegan a los postes que delimitan la zona protegida de Los Otros. Kate frena instintivamente, ya que recuerda lo que le ocurrió a Bakunin al pasar entre los postes, pero Juliet saca una llave y se quita las esposas para poder ir y desactivar el campo de protección que establecen los postes. Una vez adentro las dos, se activa de nuevo, justo antes de que el monstruo se abalanzara sobre ellas, chocando así con la pared invisible que lo difumina en cierto modo, tras lo cual se marcha.
En el campamento Sawyer hace méritos, primero con Claire y Aaron, luego va de cacería para, de regreso a la hora de comer, darse cuenta de que todo fue un timo de Hurley, que nadie pensaba desterrarlo. Se dirige hacia él a reclamarle, pero Hurley le explica sus motivos: luego de que Jack, Locke, Kate y Sayid no están, él es al que todos ven como nuevo líder así que tiene que asumir su papel. Al final vemos como Sawyer acepta el consejo y anda de chef-mesero con sus compañeros.
De regreso con Kate y Juliet vemos que llegaron al campamento, ahora ex-campamento, de los otros, allí se encuentran a Jack y Sayid y se disponen a marcharse. Sayid le dice a Jack que Juliet no va con ellos pero Jack le convence, diciéndole que ella también fue dejada atrás por Los Otros, así que sí irá. Al final, Kate los observa alejarse mientras platican.